# Entsatz
Entsatz ist eine besondere Gefechtshandlung, um eine Stadt, Burg, Festung oder eingeschlossene Truppe von außen aus der Einschließung zu befreien und ihr dadurch wieder Handlungsfreiheit zu verschaffen. Er ist daher von der Verstärkung zu unterscheiden, die Kräfte nach innen zuführt, ohne unmittelbar von außen zu wirken. Der Begriff leitet sich von dem mittelhochdeutschen Wort „entsetzen“ ab und bedeutet dort neben „befreien“ auch „absetzen“ und „fürchten“.

## Zweck und Ablauf
Entsatz kann militärisch sinnvoll sein, wenn der Zusammenhang der Operationsführung durch die Einschließung von Teilkräften gefährdet wird oder wenn eingeschlossene Truppen sich nicht aus eigener Kraft befreien können. Der Belagerer soll durch die Einwirkung einer von außen kommenden Armee genötigt werden, die geplante oder stattfindende Einschließung eines Ortes und den Angriff darauf aufzugeben.
Zur Vorbereitung eines erfolgreichen Entsatzes gehört die Einbeziehung logistischer Überlegungen und Maßnahmen hinsichtlich der eingeschlossenen Truppen. Je nach dem beabsichtigten Zweck des Entsatzangriffs (Herstellen des Zusammenhangs der Gesamtoperation oder Befreiung der eingeschlossenen Kräfte) sollten Regelungen für einen etwaigen Ausfall der eingeschlossenen Teile und für die Unterstellung der Entsatzkräfte unter die (ehemals) eingeschlossenen Kräfte oder umgekehrt getroffen werden.
Gewöhnlich werden eingeschlossene Truppen durch einen Angriff entsetzt. Entsatzangriffe sollten mit Aktionen der belagerten, eingeschlossenen Truppen abgestimmt werden. Das aber war bei fehlender Kommunikation häufig nicht möglich. Oft musste sich in früheren Zeiten zur Anforderung eines Entsatzes ein Bote durch den Belagerungsring schleichen, was aus Sicherheitsgründen häufig nachts erfolgte, um den Hilferuf an befreundete Mächte zu überbringen. Zum Entsatz kann ein Entsatzheer (auch Entsatzarmee, frz. Armée de secours), d. h. eine Hilfsarmee (militärische Formation), zum Einsatz kommen.

## Beispiele
Im Juli 1634 scheiterte ein Entsatzversuch der im Rahmen des Dreißigjährigen Krieges von den Schweden besetzten und von einer kaiserlichen Armee belagerten Stadt Regensburg durch eine in vielen Tagesmärschen aus Württemberg herangeführte schwedische Armee. Die wegen der zu Ende gehenden Pulvervorräte bedrohliche Lage von Regensburg war den herangeführten Truppen nicht ausreichend bekannt, weil die belagerte Stadt so komplett abgeriegelt worden war, dass es niemandem gelang, die Absperrungen zu überwinden. Der mehrmonatige Anmarsch der schwedischen Entsatztruppen dauerte zwei Tage zu lang.
Eine erfolgreiche Entsatzschlacht war der Entsatz von Wien im Rahmen der Zweiten Wiener Türkenbelagerung am 12. September 1683 gegen die Türken.
Erfolglos blieb der Entsatzversuch der Kaiserlich Russischen Marine gegen Japan während der Belagerung von Port Arthur im Russisch-Japanischen Krieg von 1904/1905.
Im Zweiten Weltkrieg scheiterte im Dezember 1942 der unter dem Decknamen „Unternehmen Wintergewitter“ bekannte Entsatzangriff der 4. Panzerarmee (zu dieser Zeit „Armeegruppe Hoth“ genannt) für die in Stalingrad eingeschlossene deutsche 6. Armee (siehe Schlacht von Stalingrad).
Weitere Beispiele:
- Schlacht bei Alesia (Gallischer Krieg, 52 v. Chr.; Entsatz gescheitert)
- Belagerung von Paris (885–886) (Entsatz zugunsten von Verhandlungen aufgegeben)
- Belagerung von Konstantinopel (1453) (Entsatzflotte zu spät eingetroffen)
- Gronings Ontzet (Groninger Entsatz; Gedenken an das Ende der Belagerung von Groningen im Jahre 1672; kein eigentlicher Entsatz, sondern Rückzug)
- Schlacht um Cholm (Während des Zweiten Weltkrieges 1942; Entsatz erfolgreich)